# Rivularia (cyanobactérie)
Cet article concerne le genre de cyanobactéries. Pour le genre de mollusques, voir Rivularia (mollusque).
Genre
Synonymes
- Ainactis Kützing, 1843[2]
- Schizosiphon Kützing, 1849[2]
- Zonotrichia J. Agardh, 1842[3]

Rivularia est un genre de cyanobactéries de la famille des Rivulariaceae.

## Liste d'espèces
Selon AlgaeBase (5 février 2019) :
- Rivularia aquatica De Wildeman
- Rivularia atanasiui (O.Dragastan) O.Dragastan
- Rivularia atra Roth ex Bornet & Flahault
- Rivularia australis Harvey ex Bornet & Flahault
- Rivularia beccariana Bornet & Flahault
- Rivularia biasolettiana Meneghini ex Bornet & Flahault
- Rivularia borealis P.G.Richter
- Rivularia bornetiana Setchell
- Rivularia bullata Berkeley ex Bornet & Flahault
- Rivularia calcarata (Woronichin) Poljankij
- Rivularia calcarea Smith (Statut incertain)
- Rivularia carpathica O.Dragastan
- Rivularia cavanillesiana González Guerrero
- Rivularia coadunata Foslie
- Rivularia compacta Collins
- Rivularia concentrica S.Skinner & T.J.Entwisle
- Rivularia dura Roth ex Bornet & Flahault (espèce type)
- Rivularia echinulata Bornet & Flahault (Statut incertain)
- Rivularia firma Womersley
- Rivularia flagelliformis N.L.Gardner
- Rivularia granulifera Carmichael (Statut incertain)
- Rivularia haematites C.Agardh ex Bornet & Flahault
- Rivularia halophila Shalygin & Pietrasiak
- Rivularia hansgirgii Schmidle
- Rivularia incrustata Forti
- Rivularia jaoi H.-J.Chu
- Rivularia joshii Vasishta
- Rivularia kuntzeana Forti
- Rivularia kunzeana Forti
- Rivularia lapidosa Cado
- Rivularia laurentiana A.B.Klugh
- Rivularia litorea G.S.An
- Rivularia maharastrensis N.D.Kamat
- Rivularia maillardii Bourrelly
- Rivularia mamillata Setchell & N.L.Gardner
- Rivularia manginii Frémy
- Rivularia marina (Kützing) Rabenhorst (Statut incertain)
- Rivularia mehrai Vasishta
- Rivularia minutula Bornet & Flahault
- Rivularia monticulosa Montagne (Statut incertain)
- Rivularia nitida C.Agardh ex Bornet & Flahault
- Rivularia oolithica Bremerkamp
- Rivularia opaca Harvey (Statut incertain)
- Rivularia paradoxa Forti
- Rivularia peguana Zeller (Statut incertain)
- Rivularia periodica Obenlüneschloss
- Rivularia planctonica Elenkin
- Rivularia polyotis Roth ex Bornet & Flahault
- Rivularia radians Frank
- Rivularia rufescens Nägeli ex Bornet & Flahault
- Rivularia sphaerica Hirose
- Rivularia tadeuszii O.Dragastan
- Rivularia theodorii O.Dragastan
- Rivularia thermalis Y.-Y.Li
- Rivularia tremelloidea Schousboe (Statut incertain)
- Rivularia varia A.K.M.Islam & Begum
- Rivularia varians Obenlüneschloss
- Rivularia verticillata (Withering) J.E.Smith (Statut incertain)
- Rivularia vieillardii Bornet & Flahault
- Rivularia viellardi Bornet & Flahault

Selon World Register of Marine Species (5 février 2019) :
- Rivularia aquatica De Wildeman, 1897
- Rivularia atanasiui (O.Dragastan) O.Dragastan, 1985 †
- Rivularia atra Roth ex Bornet & Flahault, 1886
- Rivularia australis Harvey ex Bornet & Flahault, 1886
- Rivularia beccariana Bornet & Flahault, 1886
- Rivularia biasolettiana Meneghini ex Bornet & Flahault, 1886
- Rivularia borealis P.G.Richter, 1897
- Rivularia bornetiana Setchell, 1895
- Rivularia bullata Berkeley ex Bornet & Flahault, 1886
- Rivularia calcarata (Woronichin) Poljankij, 1953
- Rivularia calcarea Smith, 1807
- Rivularia carpathica O.Dragastan, 1985 †
- Rivularia cavanillesiana González Guerrero, 1946
- Rivularia coadunata Foslie, 1891
- Rivularia compacta Collins, 1898
- Rivularia concentrica S.Skinner & T.J.Entwisle, 2002
- Rivularia dura Roth ex Bornet & Flahault, 1886
- Rivularia firma Womersley, 1946
- Rivularia flagelliformis N.L.Gardner, 1927
- Rivularia haematites C.Agardh ex Bornet & Flahault, 1886
- Rivularia hansgirgii Schmidle, 1900
- Rivularia incrustata Forti, 1907
- Rivularia jaoi H.-J.Chu, 1944
- Rivularia joshii Vasishta, 1963
- Rivularia kuntzeana Forti, 1907
- Rivularia kunzeana Forti, 1907
- Rivularia lapidosa Cado, 1958
- Rivularia laurentiana A.B.Klugh, 1913
- Rivularia litorea G.S.An, 1989
- Rivularia maharastrensis N.D.Kamat, 1961
- Rivularia maillardii Bourrelly, 1984
- Rivularia mamillata Setchell & N.L.Gardner, 1918
- Rivularia manginii Frémy, 1931
- Rivularia minutula Bornet & Flahault, 1886
- Rivularia monticulosa Montagne, 1841
- Rivularia nitida C.Agardh ex Bornet & Flahault, 1886
- Rivularia oolithica Bremerkamp, 1914
- Rivularia opaca Harvey, 1860
- Rivularia paradoxa Forti, 1907
- Rivularia peguana Zeller, 1873
- Rivularia periodica Obenlüneschloss, 1991
- Rivularia polyotis Roth ex Bornet & Flahault, 1886
- Rivularia rufescens Nägeli ex Bornet & Flahault, 1886
- Rivularia sphaerica Hirose, 1937
- Rivularia tadeuszii O.Dragastan, 1985 †
- Rivularia theodorii O.Dragastan, 1985 †
- Rivularia thermalis Y.-Y.Li, 1984
- Rivularia tremelloidea Schousboe, 1892
- Rivularia varians Obenlüneschloss, 1991
- Rivularia viellardi Bornet & Flahault, 1886

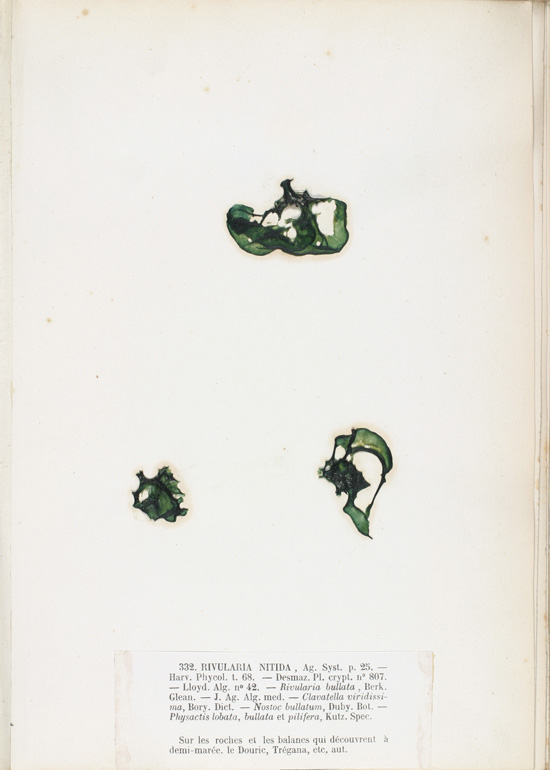
Rivularia nitida, planche de l'herbier des frères Pierre-Louis et Hippolyte-Marie Crouan.
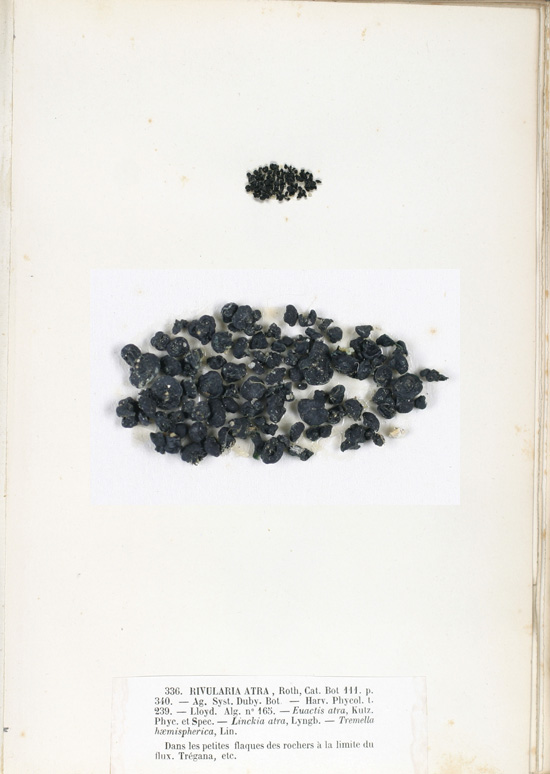
Rivularia atra, planche de l'herbier des frères Pierre-Louis et Hippolyte-Marie Crouan.

## Synonymies
Selon AlgaeBase (5 février 2019), les noms suivants sont des synonymes :
- Rivularia angulosa Roth = Gloeotrichia angulosa (Roth) J.Agardh
- Rivularia chrysocoma Kirchner = Rivularia haematites C.Agardh ex Bornet & Flahault
- Rivularia contarenii Zanardini = Calothrix contarenii Bornet & Flahault
- Rivularia cornudamae Roth = Chaetophora lobata Schrank
- Rivularia dianae (O.Dragastan & I.Bucur) O.Dragastan = Diversocallis dianae O.Dragastan & I.Bucur
- Rivularia durissima Rabenhorst = Gloeotrichia pisum Thuret ex Bornet & Flahault
- Rivularia elegans Roth = Chaetophora elegans (Roth) C.Agardh
- Rivularia endiviaefolia Roth = Chaetophora lobata Schrank
- Rivularia fruticulosa (J.H.Johnson & H.V.Kaska) O.Dragastan = Cayeuxia fruticulosa J.H.Johnson & H.V.Kaska
- Rivularia globiceps G.S.West = Rivularia aquatica De Wildeman
- Rivularia hemispherica Kützing = Rivularia atra f. hemisphaerica (Bornet & Flahault) Kossinskaja
- Rivularia indica (Schmidle) Forti = Gloeotrichia indica Schmidle
- Rivularia intermedia Lemmermann = Gloeotrichia intermedia (Lemmermann) Geitler
- Rivularia kamtschatica Elenkin = Gloeotrichia kamtschatica (Elenkin) Poljansij
- Rivularia kurdistanensis (G.F.Elliott) O.Dragastan = Cayeuxia kurdistanensis G.F.Elliott
- Rivularia lemaitrae (O.Dragastan) O.Dragastan = Cayeuxia lemaitrae O.Dragastan
- Rivularia lens Meneghini = Gloeotrichia pisum var. lens (Meneghini) Hansgirg
- Rivularia lissaviensis (J.G.Bornemann) O.Dragastan = Zonotrichites lissaviensis J.G.Bornemann
- Rivularia lloydii P.Crouan & H.Crouan = Brachytrichia lloydii (P.Crouan & H.Crouan) P.C.Silva
- Rivularia lumbricalis Schousboe ex Bornet = Nemalion lubricum Duby
- Rivularia mediterranea (M.Herak) O.Dragastan = Pseudoudotea mediterranea (M.Herak) O.Dragastan, D.K.Richter, B.Kube, M.Popa, A.Sarbu, & I.Ciugulea
- Rivularia mesenterica Thuret ex Bornet & Flahault = Rivularia polyotis Roth ex Bornet & Flahault
- Rivularia moesica (O.Dragastan & I.Bucur) O.Dragastan = Diversocallis moesica O.Dragastan & I.Bucur
- Rivularia mougeotiana (C.Agardh) Gaillardot = Oscillatoria mougeotiana C.Agardh ex Gomont
- Rivularia multifida F.Weber & D.Mohr = Nemalion multifidum (Lyngbye) Chauvin
- Rivularia natans (Hedwig) S.F.Gray = Gloeotrichia natans Rabenhorst ex Bornet & Flahault
- Rivularia nipponica (Hirose) Bourrelly = Isactis nipponica Hirose
- Rivularia parasitica Chauvin = Calothrix parasitica Thuret ex Bornet & Flahault
- Rivularia piae (M.M.Frollo) O.Dragastan = Cayeuxia piae M.M.Frollo
- Rivularia pisiformis Roth = Chaetophora pisiformis (Roth) C.Agardh
- Rivularia pisum C.Agardh = Gloeotrichia pisum Thuret ex Bornet & Flahault
- Rivularia plana Harvey = Isactis plana Thuret ex Bornet & Flahault
- Rivularia rubra (Hudson) Wahlenberg = Nemalion elminthoides (Velley) Batters
- Rivularia rudis Meneghini = Arthrotilum rude (Meneghini) Rabenhorst
- Rivularia scytonematoidea Meneghini = Amphithrix scytonemoidea (Meneghini) Trevisan
- Rivularia tuberculosa Roth = Chaetophora tuberculosa (Roth) C.Agardh
- Rivularia tuberiformis Smith = Leathesia marina (Lyngbye) Decaisne
- Rivularia vermiculata Smith = Mesogloia vermiculata (Smith) S.F.Gray
- Rivularia zosterae Mohr = Eudesme virescens (Carmichael ex Berkeley) J.Agardh